# Gypsonoma haimbachiana
Gypsonoma haimbachiana is een vlinder uit de familie van de bladrollers (Tortricidae). De wetenschappelijke naam van de soort is voor het eerst geldig gepubliceerd in 1907 door Kearfott. Het wordt gevonden in het oosten van Noord-Amerika, van Canada tot de Golfkust van de Verenigde Staten en het westen tot Missouri.

## Kenmerken
De spanwijdte is 13-17 mm. Volwassenen zijn asgrijs. Er zijn vier of meer generaties per jaar in het zuidelijke deel van hun verspreidingsgebied.

## Levenswijze
De larven voeden zich met Populus sect. Aigeiros en andere soorten populieren. De jonge larven bedekken zich met zijde vermengd met afval en boren zich vervolgens in de hoofdnerf van hun waardplant. Na enkele dagen verlaten ze de hoofdnerfmijn en graven ze in een jonge scheut om hun larvale ontwikkeling te voltooien. Volgroeide larven bewegen langs de stam naar beneden om een cocon te spinnen in een beschutte schorsspleet, in strooisel of tussen bladplooien. Volgroeide larven zijn bleek, met een bruingele kop. Ze bereiken een lengte van 10-13 mm.

## Taxonomie
De soort is genoemd naar Frank Haimbach, die de eerste exemplaren verzamelde in Cincinnati (Ohio).